# Георгије Богић
Георгије Богић (Субоцка, код Пакраца, 6. фебруар 1911 — 17. јун 1941) био је јереј СПЦ и парох у Нашицама.

## Биографија
Нижу гимназију је похађао у Новој Градишки, а Богословију је завршио у Сарајеву. За православног свештеника рукоположен је 25. маја 1934. године у Пакрацу. Пре доласка у парохију Нашице, служио је у парохијама Мајар и Болмача. Ступио је у српску православну парохију у Нашицама пред Други светски рат, 1940. године.

## Страдање
О убиству Георгија Богића пише Виктор Новак у својој књизи Магнум Кримен, да је за његову смрт крив католички фратар Сидоније Шолц. Виктор Новак наводи да је Сидоније Шолц „на најзверскији начин наредио убиство месног пароха Ђорђа Богића". Нашички млекар Феликс Лахнер са још двојицом наоружаних усташа били су егзекутори зверства. "Извели су га из стана у пола ноћи, одвели ван места и искасапили га - одрезали су му нос, језик, очупали браду, распорили стомак и замотали црева око врата“.
Поп Богић је убијен да би се месни православни Срби присилили, да пређу у католичку веру.
Свештеника Богића су усташе 17. јуна 1941. године одвеле на један пашњак у селу Мартин код Нашица, и ту га „везале за једно дрво, па му онда одсекли уши, нос, језик, браду заједно са кожом. Несретни свештеник је урликао од бола, али пошто је био јак и млад држао се усправно за све време док је мучен“. Затим су му ископали очи, уз најпогрдније речи против Српства и православља. Кад су видели да још стоји усправно, ножем су му распорили груди и он се тек тада нагао да падне. Један усташа је тада узвикнуо: „Мајку му влашку још му куца срце, још је жив“. Тада су му пресекли конопац којим је био везан, и он је пао на земљу. Усташама и то није било довољно, па су га најзад кундацима претукли. Богићев леш остао је на месту убиства целе те ноћи и сутрадан, до четири часа поподне, када су га Цигани којима је било заповеђено да леш сахране, однели колима у колонији Брезик на гробље, и ту га укопали.
Српска православна црква га је прогласила за свештеномученика, и његов дан се обележава 4/17. јуна. У Славонском Броду се гради црква посвећена овом новомученику на темељу срушене (1991.) цркве св. мученика Ђорђа.